# マルコ・シュトレラー
マルコ・シュトレラー（Marco Streller, 1981年6月18日 - ）はスイス出身の元サッカー選手。ポジションはフォワード。元同国代表。

## 経歴

### クラブ
2003-04シーズン、2シーズンのレンタルから復帰したシュトレラーは16試合で13ゴールをあげたことからブンデスリーガの幾つかのクラブから興味をもたれ、2004-05シーズンにVfBシュトゥットガルトと契約した。
2004年3月14日のデビュー時に初ゴールを決めたものの、その後怪我の影響もあり2年間でわずか28試合4ゴールと低調だったために、2005-06シーズンの途中に1.FCケルンへレンタル移籍。2006-07シーズンに復帰し、チームはリーグ優勝するも自身は27試合5ゴールと活躍出来なかった。
2007年6月にFCバーゼルに復帰。2011-12シーズンからキャプテンを務めた。
2015年3月、シーズン終了後に現役を引退することを表明した。

### 代表
代表では2006年のFIFAワールドカップドイツ大会、UEFA EURO 2008に出場したものの、2010年のFIFAワールドカップ南アフリカ大会は怪我のため代表選出されなかった。2011年4月、パフォーマンスへの厳しい批判を理由に代表引退を発表した。代表では37試合12得点の成績を残した。

## 所属クラブ
- FCバーゼル 2000-2004

→ FCコンコルディア・バーゼル 2001-2002 (loan)
→ FCトゥーン 2002-2003 (loan)
- VfBシュトゥットガルト 2004-2007

→ 1.FCケルン 2006 (loan)
- FCバーゼル 2007-2015

## 代表歴

### 出場大会
- スイス代表
  - 2006 FIFAワールドカップ

### 試合数
- 国際Aマッチ 37試合 12得点（2003年-2011年）[4]

| スイス代表 | 国際Aマッチ | 国際Aマッチ |
| 年         | 出場        | 得点        |
| ---------- | ----------- | ----------- |
| 2003       | 1           | 0           |
| 2004       | 2           | 0           |
| 2005       | 4           | 1           |
| 2006       | 11          | 4           |
| 2007       | 8           | 6           |
| 2008       | 3           | 0           |
| 2009       | 2           | 0           |
| 2010       | 4           | 1           |
| 2011       | 2           | 0           |
| 通算       | 37          | 12          |